# Patrice-François de Neny
Le comte Patrice-François de Neny, né le 23 décembre 1716 à Bruxelles et mort le 1er janvier 1784 dans la même ville, est un homme d'État des Pays-Bas autrichiens.

## Biographie
Fils du secrétaire d'État et de guerre d'origine irlandaise, Patrice Mac Neny (1676-1745) et d'Anne Marie Peterbroeck (ca 1679-1766), il est baptisé en l'église collégiale Sainte-Gudule.
Il épousa le 14 décembre 1739 Albertine Isabelle de Wynants, fille du magistrat et homme d'État, Goswin, comte de Wynants (1661-1732). Il eut de ce mariage cinq enfants dont seulement trois atteignirent l'âge adulte :
1. Philippe-Goswin, 2e comte de Neny (1740-1812).
2. Henri-Édouard de Neny, chevalier (1741-1742).
3. Marie-Thérèse de Neny (1742- apr. 1804), épouse de Goswin de Fierlant.
4. Charlotte de Neny (1743-1808).
5. Jean de Neny, chevalier (1744-1745).

Après avoir fait des études de droit à l'université de Louvain (il en sort licencié ès lois le 20 février 1736), il fut avocat au Conseil souverain de Brabant (1736). Il fut ensuite secrétaire des Conseils d'État et privé (1738), membre de la Jointe suprême de guerre, conseiller du Conseil privé (1744), conseiller régent au Conseil suprême des Pays-Bas à Vienne (1750), conseiller au Conseils d'État (1750), trésorier général du Conseil des finances (1754-1757), commissaire royal auprès de l'université de Louvain (1754). Par lettres patentes du 3 janvier 1758, il devint chef et président du Conseil privé, poste qu'il occupera jusqu'en 1783 (il démissionna pour raison de santé) et dans lequel il exercera ses talents de gestionnaire.
En matière d'enseignement, il eut une politique de modernisation notamment en rajeunissant les programmes et en réformant la discipline de l'université de Louvain. Il participa aussi activement à la Commission royale des Études, chargée de remplacer les collèges jésuitiques par des collèges royaux. En matière religieuse, Neny eut une grande influence sur la politique ecclésiastique du gouvernement. Janséniste, inspiré par les idées de Zeger Bernard van Espen et Justinus Febronius, il défendit toujours en ce domaine, les prérogatives de l'État. Il fut également un économiste de talent et un diplomate avisé, contribuant à régler maints litiges de frontières avec les États voisins. Partisan des idées nouvelles, il appuyait la politique centralisatrice de la monarchie autrichienne. Il se montrait favorable à l'inoculation et au développement d'une véritable politique sanitaire. En 1758, Vienne lui commanda un mémoire sur les institutions des Pays-Bas, destiné à compléter l'éducation de l'archiduc Joseph, futur Joseph II ; ces Mémoires historiques et politiques seront publiés en 1784.
Neny fut créé chevalier par lettres patentes du 2 novembre 1737 (en considération des mérites de son père), puis comte, par lettres patentes du 29 octobre 1766. Il fut également fait chevalier de l’ordre de Saint-Étienne de Hongrie (5 novembre 1765), ce qui lui valut de pouvoir porter le prédicat de Son Excellence, et en juillet 1767, il en devint commandeur.
Il mourut le 1er janvier 1784.